# دومينيك جونز
دومينيك جونز (بالإنجليزية: Dominique Jones)‏ مواليد 15 أكتوبر 1988 في ليك ويلز، هو لاعب كرة سلة أمريكي بدأ مسيرته الاحترافية في سنة 2010 حيث تم اختياره من قبل فريق ميمفيس غريزليس خلال الدرافت،. يبلغ طوله 6 قدم 5 بوصة (2.0 م).

## فرق لعب لها
- دالاس مافيريكس
- لياونينغ فلاينج ليباردز
- جيلين نورثيست تايجرز

## إحصائيات المسيرة

### الرابطة الوطنية لكرة السلة
| السنة   | الفريق         | لعب | بدأ | دقيقة | ميداني% | ثلاثية | حرة  | ارتداد | صنع | استلاب | تصدي | نقطة |
| ------- | -------------- | --- | --- | ----- | ------- | ------ | ---- | ------ | --- | ------ | ---- | ---- |
| 2010–11 | دالاس مافيريكس | 18  | 0   | 7.5   | .311    | .000   | .824 | 1.4    | 1.1 | .3     | .2   | 2.3  |
| 2011–12 | دالاس مافيريكس | 33  | 1   | 8.1   | .397    | .125   | .784 | 1.3    | 1.3 | .3     | .2   | 2.7  |
| 2012–13 | دالاس مافيريكس | 29  | 3   | 11.7  | .367    | .111   | .660 | 1.6    | 2.9 | .5     | .1   | 4.0  |
| المسيرة |                | 80  | 4   | 9.3   | .366    | .095   | .729 | 1.4    | 1.8 | .4     | .1   | 3.1  |

### الرابطة الصينية لكرة السلة
| السنة   | الفريق                  | لعب | بدأ | دقيقة | ميداني% | ثلاثية | حرة  | ارتداد | صنع | استلاب | تصدي | نقطة |
| ------- | ----------------------- | --- | --- | ----- | ------- | ------ | ---- | ------ | --- | ------ | ---- | ---- |
| 2013–14 | لياونينغ فلاينج ليباردز | 38  | 33  | 35.3  | .473    | .278   | .759 | 5.5    | 6.0 | 2.4    | .3   | 24.6 |
| 2014–15 | جيلين نورثيست تايجرز    | 41  | 37  | 40.8  | .480    | .329   | .752 | 7.8    | 8.4 | 2.7    | .5   | 36.8 |
| 2015–16 | شانشي بريف دراجونز      | 18  | 16  | 41.8  | .454    | .275   | .777 | 8.6    | 7.4 | 3.0    | .3   | 32.8 |

## روابط خارجية
- دومينيك جونز على موقع إن بي أي (الإنجليزية)
- دومينيك جونز على موقع fiba3x3.com (الإنجليزية)
- دومينيك جونز على موقع سبورتس رفرنس (الإنجليزية)
- دومينيك جونز على موقع كرة السلة الأوروبية.كوم (الإنجليزية)
- دومينيك جونز على موقع كلية كرة السلة في سبورتس رفرنس.كوم (الإنجليزية)
- دومينيك جونز على موقع ريلجم (الإنجليزية)
- دومينيك جونز على موقع بروبوليرز (الإنجليزية)
- دومينيك جونز على موقع سبورتس رفرنس (الإنجليزية)
- دومينيك جونز على موقع سبورتس رفرنس (الإنجليزية)